# Moraba, Kudligi
Moraba là một làng thuộc tehsil Kudligi, huyện Bellary, bang Karnataka, Ấn Độ.